# Zach McGowan

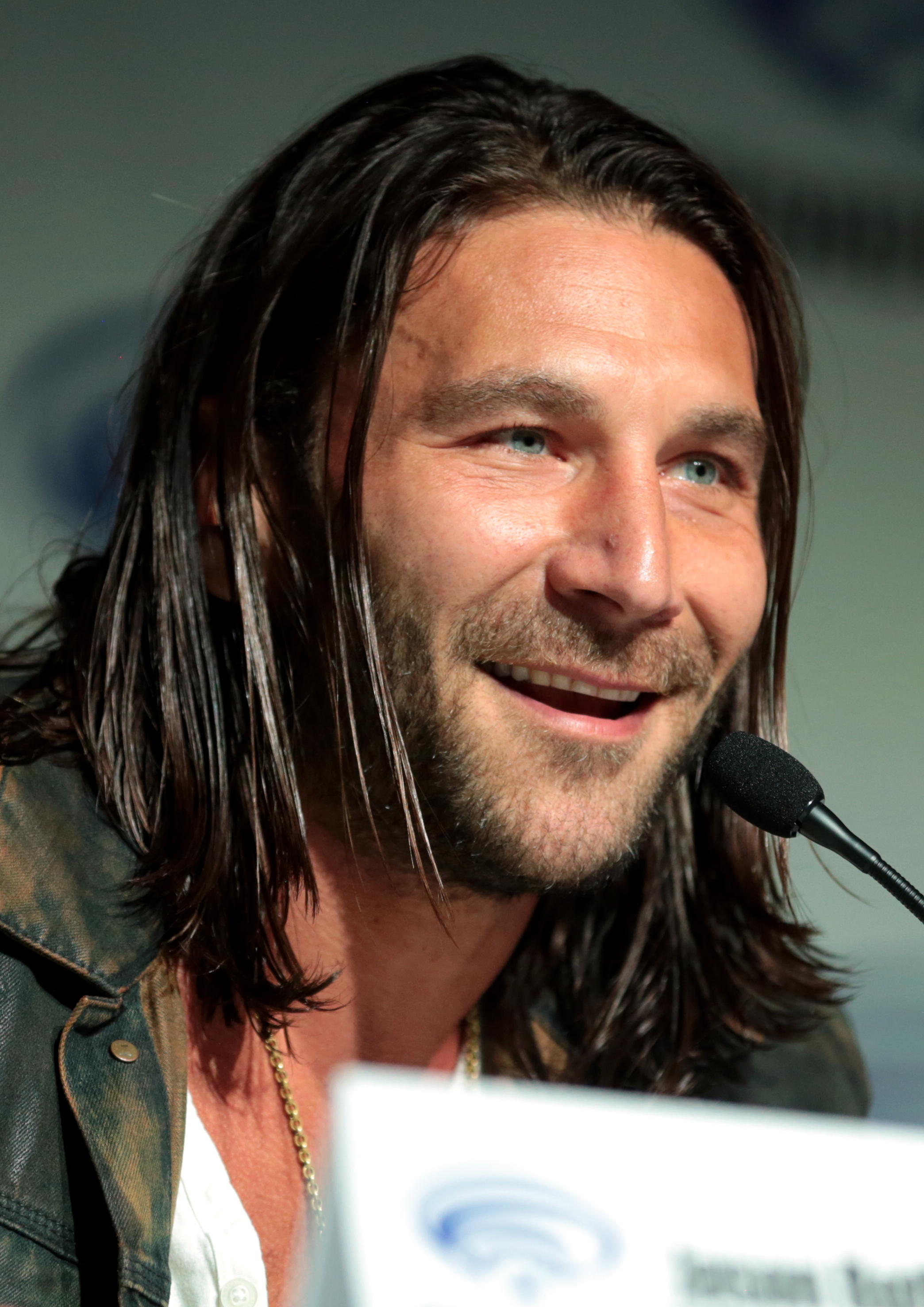
Zach McGowan (2018)

Zachary Brendan „Zach“ McGowan (* 5. Mai 1980 in New York City) ist ein US-amerikanischer Schauspieler und Synchronsprecher.

## Leben
Zachary McGowan wurde 1980 in New York, als jüngster von drei Söhnen, geboren. Auf seiner Highschool war McGowan der Kapitän der Football- und der Eishockey-Mannschaft und Mitglied des Theater- und des Schauspielkurses. Nach der Highschool besuchte er das Carleton College in Minnesota. 2003 begann er am Broadway in einigen Theaterstücken mitzuspielen, bevor er 2005 nach Los Angeles zog. 2006 gab er sein professionelles Schauspieldebüt in dem Film The Hunt for Eagle One. Von 2007 bis 2009 spielte McGowan in verschiedenen Fernsehserien in einzelnen Episoden, bevor er 2009 begann, als Sprecher für PC-Spiele sein Geld zu verdienen. 2012 bekam er dann seine erste wiederkehrende Rolle in der Serie Shameless. Zuerst war er nur als Gaststar geplant, jedoch gefiel den Showrunnern von Shameless der Charakter von McGowan so gut, dass sie begannen, ihn als wiederkehrende Rolle, für die zweite und dritte Staffel, einzusetzen. 2014 bekam McGowan dann die Rolle des Piratenkapitän Charles Vane in der Serie Black Sails. Ebenfalls 2014 spielte er eine Nebenrolle in dem Kinofilm Dracula Untold. Von 2016 bis 2017 spielte er in der Fernsehserie The 100 mit.
Seit dem 27. September 2008 ist McGowan mit Emily Johnson verheiratet.

## Filmografie (Auswahl)
- 2006: The Hunt for Eagle One
- 2008: CSI: Miami (Fernsehserie, Episode 7x06)
- 2008: Numbers – Die Logik des Verbrechens (NUMB3RS, Fernsehserie, Episode 5x01)
- 2009: Cold Case – Kein Opfer ist je vergessen (Cold Case, Fernsehserie, Episode 6x19)
- 2010: Meine Schwester Charlie (Good Luck Charlie, Fernsehserie, Episode 1x07)
- 2011: Body of Proof (Fernsehserie, Episode 1x03)
- 2012–2013: Shameless (Fernsehserie, 24 Episoden)
- 2014–2016: Black Sails (Fernsehserie, 28 Episoden)
- 2014: Dracula Untold
- 2016: UnREAL (Fernsehserie, Episode 2x06)
- 2016–2017, 2020: The 100 (Fernsehserie, 17 Episoden)
- 2017: Lethal Weapon (Fernsehserie, Episode 2x07)
- 2017–2018: Damnation (Fernsehserie, 2 Episoden)
- 2017–2018: Marvel’s Agents of S.H.I.E.L.D. (Fernsehserie, 9 Episoden)
- 2018: The Walking Dead (Fernsehserie, 3 Episoden)
- 2018: Death Race: Anarchy
- 2018: Scorpion King: Das Buch der Seelen (The Scorpion King: Book of Souls)
- 2019: L.A.’s Finest (Fernsehserie, 2 Episoden)
- 2019: Robert the Bruce – König von Schottland (Robert the Bruce)
- 2020: MacGyver (Fernsehserie – Episode: Apokalypse)
- 2022: Mord in Yellowstone City (Murder at Yellowstone City)
- 2022: Sanctioning Evil
- 2023: The Rookie: Feds (Fernsehserie, 1 Episode)
- 2024: The Boys (Fernsehserie, 1 Episode)

## Videospiele
- 2009: Boom Box
- 2009: Iron Man
- 2011: Tom Clancy’s Ghost Recon: Future Soldier
- 2012: Anarchy Reigns
- 2012: Resident Evil: Operation Racoon City
- 2016: Hitman